# Jacob Foster
Jacob Foster –conocido como Jack Foster– (Scottsdale, 6 de septiembre de 2000) es un deportista estadounidense que compite en natación, especialista en el estilo braza. En los Juegos Panamericanos de 2023 obtuvo cuatro medallas de oro, en 100 m braza, 200 m braza 4 × 100 m estilos y 4 × 100 m estilos mixto.

## Palmarés internacional
| Juegos Panamericanos | Juegos Panamericanos | Juegos Panamericanos | Juegos Panamericanos    |
| Año                  | Lugar                | Medalla              | Prueba                  |
| -------------------- | -------------------- | -------------------- | ----------------------- |
| 2023                 | Santiago (Chile)     | Medalla de oro       | 100 m braza             |
| 2023                 | Santiago (Chile)     | Medalla de oro       | 200 m braza             |
| 2023                 | Santiago (Chile)     | Medalla de oro       | 4 × 100 m estilos       |
| 2023                 | Santiago (Chile)     | Medalla de oro       | 4 × 100 m estilos mixto |